# František Věnceslav Jeřábek

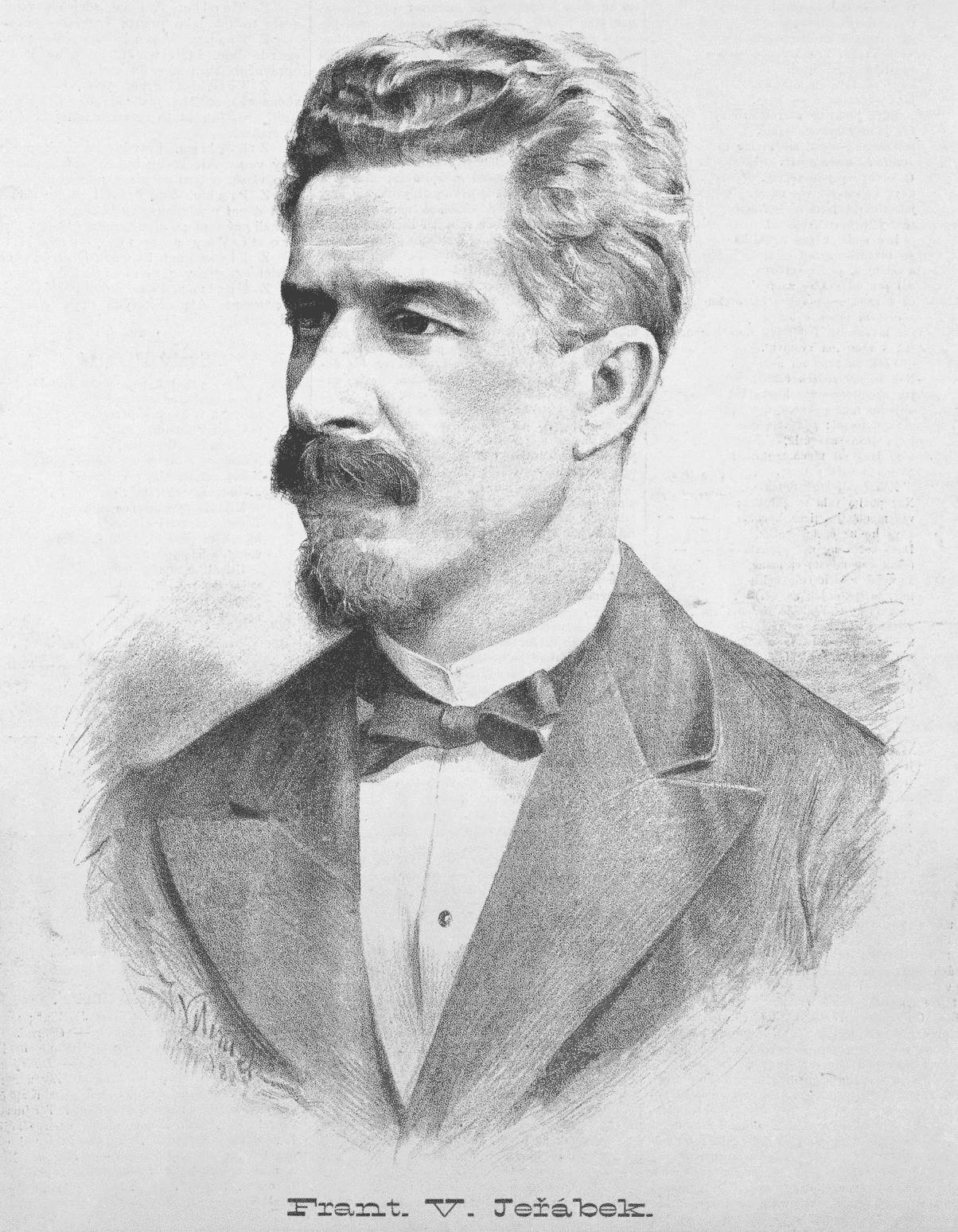
František Věnceslav Jeřábek (1882)

František Věnceslav Jeřábek (sprich Jerschabek; * 25. Januar 1836 in Sobotka, Böhmen; † 31. März 1893 in Prag) war ein tschechischer Dichter.
Jeřábek studierte in Prag zunächst Theologie, dann Philologie. Er wurde Professor an der höheren Töchterschule und gleichzeitig Mitredakteur des Pokrok. Als Landtags- und Reichsratsabgeordneter nahm er am öffentlichen Leben Anteil.
Seit früher Jugend mit der deutschen Poesie, namentlich mit Schiller und Goethe, vertraut, begann Jeřábek seine dichterische Laufbahn mit lyrischen Gedichten.
Er wandte sich indessen bald dem Drama zu. Sein erstes Drama, Hana, wurde in Prag 1858 aufgeführt. Einen bedeutenden Fortschritt deutet das Lustspiel Cesty veřejného mínění (Die Wege der öffentlichen Meinung, 1865) an. In dem sozialen Drama Služebník svého pána (Der Sklave seines Herrn, 1871) drang Jeřábek in die Tiefen des Konflikts zwischen dem armen und daher wehrlosen Genie und dem ausbeutungssüchtigen Großkapital; das Stück ist, abgesehen von seiner packenden Grundidee, außerordentlich reich an durchschlagenden dramatischen Effekten. In dem historischen Trauerspiel Syn člověka (Der Menschensohn, 1878) wird der Konflikt zwischen bis zur Selbstaufopferung gesteigerter Vaterlandsliebe und kosmopolitischem Verrat in wirksamster Weise dargestellt. In dem Trauerspiel Závist (Neid, 1885) aus den Zeiten Georgs von Podiebrad schildert Jeřábek die verheerenden Folgen des Neides.
Auch veröffentlichte er eine gediegene Geschichte der altromantischen Poesie (1884).
Jeřábek verband mit dichterischem Talent gründliche ästhetische Bildung und ungewöhnliche Kenntnis der Bühnentechnik.